# Metal Gear Solid
Metal Gear Solid (japanska: メタルギアソリッド Hepburn: Metaru Gia Soriddo?, även känt som MGS) är ett actionspel  från 1998 och som skapades av den japanske spelutvecklaren Hideo Kojima. Det är det första spelet i "Metal Gear Solid"-serien, en uppföljare till Metal Gear 2: Solid Snake och den tredje i Metal Gear-spelserien. Spelet utvecklades till spelkonsolen PlayStation och släpptes senare även till Microsoft Windows och Playstation Network. Spelet blev en jättesuccé och flera personer köpte ett Playstation just för att spela Metal Gear Solid. År 1999 släpptes spelet i Europa.

## Karaktärer
Spelets huvudperson är Solid Snake, en legendarisk infiltratör och sabotör. Enligt karaktärsdesignern Yoji Shinkawa tog han inspiration från Jean-Claude Van Dammes kroppsbyggnad för att göra Solid Snakes kropp, medan hans ansiktsdrag tog han inspiration från Christopher Walken. Under uppdraget får Snake understöd och råd via codec-radio. Överste Roy Campbell, Solid Snakes före detta befälhavare, hjälper Snake med taktiska råd. Tidigare i spelet håller han ett antal hemligheter från Snake, men som han gradvis kommer avslöja. Han får sällskap av Naomi Hunter, som ger läkarråd; Nastasha Romanenko, som ger tips om objekt och vapen; Master Miller, en före detta militärinstruktör och överlevnadscoach; och Mei Ling, som uppfann radarsystemet soliton som används i uppdraget och som också är ansvarig för uppdragsdatan; spelaren kan kalla på henne för att spara spelet.
Spelets huvudskurk är Liquid Snake, ledare för ett terroristnätverk av organisationen FOXHOUND, och som är Solid Snakes genetiska motsvarighet. Han leder en elitgrupp av specialsoldater inom FOXHOUND som är experter inom olika färdigheter och som består av:
- Revolver Ocelot, en västerländsk revolverman och expertförhörsledare, vars favoritvapen är en Colt Single Action Army Revolver.[7]
- Sniper Wolf, en övernaturlig krypskytt.[7]
- Vulcan Raven, en klumpig shaman från Alaska beväpnad med en M61 Vulcan tagen från en nedskjuten F-16.[7]
- Psycho Mantis, en psykisk profilerare och telekinesisk expert.[7]
- Decoy Octopus, en mästare på förklädnad.[7]

Övriga karaktärer i spelet är Meryl Silverburgh, överste Campbells systerdotter och en nybörjarsoldat stationerad i Shadow Moses och som inte anslöt sig till upproret; Dr. Hal Emmerich, den chefsutvecklaren av Metal Gear REX; och "the Ninja", en mystisk cybernetiskt-förbättrad agent som varken är en allierad eller en fiende till Snake, men som bekämpar FOXHOUND.

### Engelska röstskådespelare
- David Hayter - Solid Snake
- Paul Eiding - Colonel Roy Campbell
- Jennifer Hale - Naomi Hunter
- Debi Mae West - Meryl Silverburgh
- Greg Eagles - Gray Fox/Donald Anderson
- Renee Raudman - Nastasha Romanenko
- Cam Clarke - Liquid Snake/Master Miller
- Kim Mai Guest - Mei Ling
- Patric Zimmerman - Revolver Ocelot
- Tasia Valenza - Sniper Wolf
- Peter Lurie - Vulcan Raven
- Doug Stone - Psycho Mantis
- Christopher Randolph - Dr. Hal Emmerich
- Dean Scofield - Johnny Sasaki
- Allan Lurie - Kenneth Baker
- William Basset - Jim Houseman

## Handling
Spelet utspelar sig mellan den 21 och 27 februari år 2005, sex år efter händelserna i Metal Gear 2: Solid Snake och tio år efter Metal Gear. Under ett träningsuppdrag på en militärbas på den fiktiva ön kallad "The Shadow Moses Island", en kärnvapenbas i Alaska, gör Next-Generation Special Forces - supersoldater under ledning av FOXHOUND - uppror mot USA:s regering. Deras mål är att kapa det avancerade vapnet "Metal Gear REX" - en maskin som kan avfyra en atombomb från och mot vilket ställe som helst i hela världen. Maskinen går nämligen på två ben, till skillnad från en pansarvagn. De ställer krav till USA:s regering - en miljard dollar, och de vill ha tillbaka kvarlevorna av Big Boss, en legendarisk soldat. Next-Generation-soldaterna behöver Big Boss gener för att rätta till de fel som uppstod genom deras genterapi. Detta skulle göra dem till perfekta soldater.
USA:s regering vägrar att godkänna kravet och tar istället kontakt med överste Roy Campbell, före detta chef för FOXHOUND, som i sin tur skickar sin främste elitsoldat Solid Snake till Shadow Moses för att infiltrera basen. Snakes uppdrag är att ta reda på om FOXHOUND har möjligheten att avfyra kärnvapen och rädda gisslan - VD:n för ArmsTech, Kenneth Baker, och DARPA-chefen Donald Anderson. Snakes motståndare består av FOXHOUND - en topphemlig elitstyrka med paranormala egenskaper. FOXHOUND leds av Liquid Snake som är Solids tvillingbror och har samma kodnamn.
I mitten av allt kaos möter Snake ytterligare en mystisk person - en cyborgninja, vars enda motiv verkar vara att vilja slåss med Solid Snake. Det visar sig att ninjan i själva verket är Gray Fox, eller Frank Jeager, Snakes före detta FOXHOUND-kamrat, som man trott varit död i sex år. Solid Snake blir lurad och råkar aktivera Metal Gear REX. Han möter Liquid Snake som berättar att de egentligen är bröder. De båda är kloner av den legendariske soldaten Big Boss, och har blivit genmanipulerade i ett projekt som kallas "Les Enfants Terribles". Liquid hatar Solid Snake, eftersom han tror att Solid fick alla bra gener som Big Boss hade, medan han själv fick de dåliga. Detta motiv driver Liquid till att döda Snake och bevisa att han är bäst av dem trots allt.  
Liquid Snake berättar också den riktiga anledningen till Solid Snakes uppdrag. Snake blev skickad till Shadow Moses av Pentagon och utrikesministern för att slutföra sitt uppdrag och att sedan dö av viruset FoxDie. Pentagon ville inte att Snake skulle kunna förmedla vidare vad som egentligen skedde under operationen. Snake injicerades med FoxDie-viruset redan innan uppdraget. Detta skedde när han gick igenom sammanfattningen om uppdraget från gen-specialisten Naomi Hunter. Anledningen till att Naomi accepterade uppgiften var att hon trodde Snake hade mördat hennes enda fadergestalt och vän Gray Fox. Allt medan uppdraget genomförs erkänner Naomi att den sprutan Snake fick egentligen var ett dödligt virus vid namn FoxDie och inget annat. Hon berättar då också att hon inte vet när viruset slår till och att det enda hjälpmedlet hon kan bidra med är att Snake ska leva livet (vad nu det innebär). Hennes motiv är hämnd, hon tror sig att Snake har dödat hennes medhjälpare och gjorde så att hennes bror kom hem med livslånga skador. Hennes medhjälpare är Big Boss och hennes "bror" är Gray Fox, som hon såg som sin bror. Men hon kände inte till sanningen, att Gray Fox mördade hennes föräldrar. Med hjälp från Gray Fox slåss Solid Snake med Liquid och besegrar honom i Metal Gear REX. Därefter möter Snake Liquid i en man-mot-man strid. Efter det flyr Snake basen med Liquid hack i häl genom en biltunnel under basen. De krockar vid utgången. Liquid får övertaget och ska just skjuta Snake, då han drabbas av FoxDie och dör. 
Efter eftertexten kan man bevittna ytterligare en scen. Man ser Revolver Ocelot och en annan mystisk karaktär. Det visar sig att det egentligen var Solid Snake som hade de sämre generna av Big Boss, medan Liquid Snake hade de bättre. Revolver Ocelot har Metal Gear REX-data cd:n i sin hand, och planerar på att sälja det på svarta marknaden. Den mystiska karaktären visar sig vara den tredje klonen från projektet "Les Enfant Terrible", och den nuvarande presidenten av USA, George Sears. Han är även känd som Solidus Snake.
Det finns två olika slut att välja på i Metal Gear Solid. Dessa beror på hur man klarade sig när Revolver Ocelot torterade Snake. Om man inte klarar av hela tortyrperioden dör Meryl och man flyr med Otacon efter det att man besegrat Liquid Snake. Klarar man hela tortyren hittar man istället Meryl vid liv, och man flyr med henne. Hur som helst visar det sig att Meryl överlever i vilket fall som helst i Metal Gear Solid 4, och att även Otacon överlever. Överlever Meryl, och om man startar om spelet med samma fil, får man "Bandana" som gör att man får oändligt med ammunition. Gör man samma sak med Otacon, får man Otacons "Stealth"-prototyp som gör att man kan bli helt osynlig.

## Uppföljare
- Metal Gear Solid: The Twin Snakes släpptes 2004, och är en omgjord version av originalet Metal Gear Solid. Grafik, och scener är förbättrade, och liksom Metal Gear Solid 2: Sons of Liberty, kan man ta fiendens namnbrickor. Det finns även bonusscener, och film från scener ur spelet.
- Metal Gear Solid 2: Sons of Liberty (PlayStation 2)
- Metal Gear Solid 3: Snake Eater (PlayStation 2)
- Metal Gear Solid 4: Guns of the Patriots (Playstation 3)
- Metal Gear Solid: Portable Ops (Playstation Portable)
- Metal Gear Solid: Peace Walker (Playstation Portable)
- Metal Gear Solid V: The Phantom Pain

## Serien
En serietidning baserad på händelserna i Metal Gear Solid har givits ut av IDW Publications, skriven av Kris Oprisko och illustrerad av Ashley Wood. År 2006 hade 12 utgåvor publicerats i USA, vilka täcker storyn i hela första spelet. Stilen på illustrationerna efterliknar Yoji Shinkawas användning av grå paletter och skissaktiga teckningar.